# Kostel svatého Jiljí (Brno-Komárov)

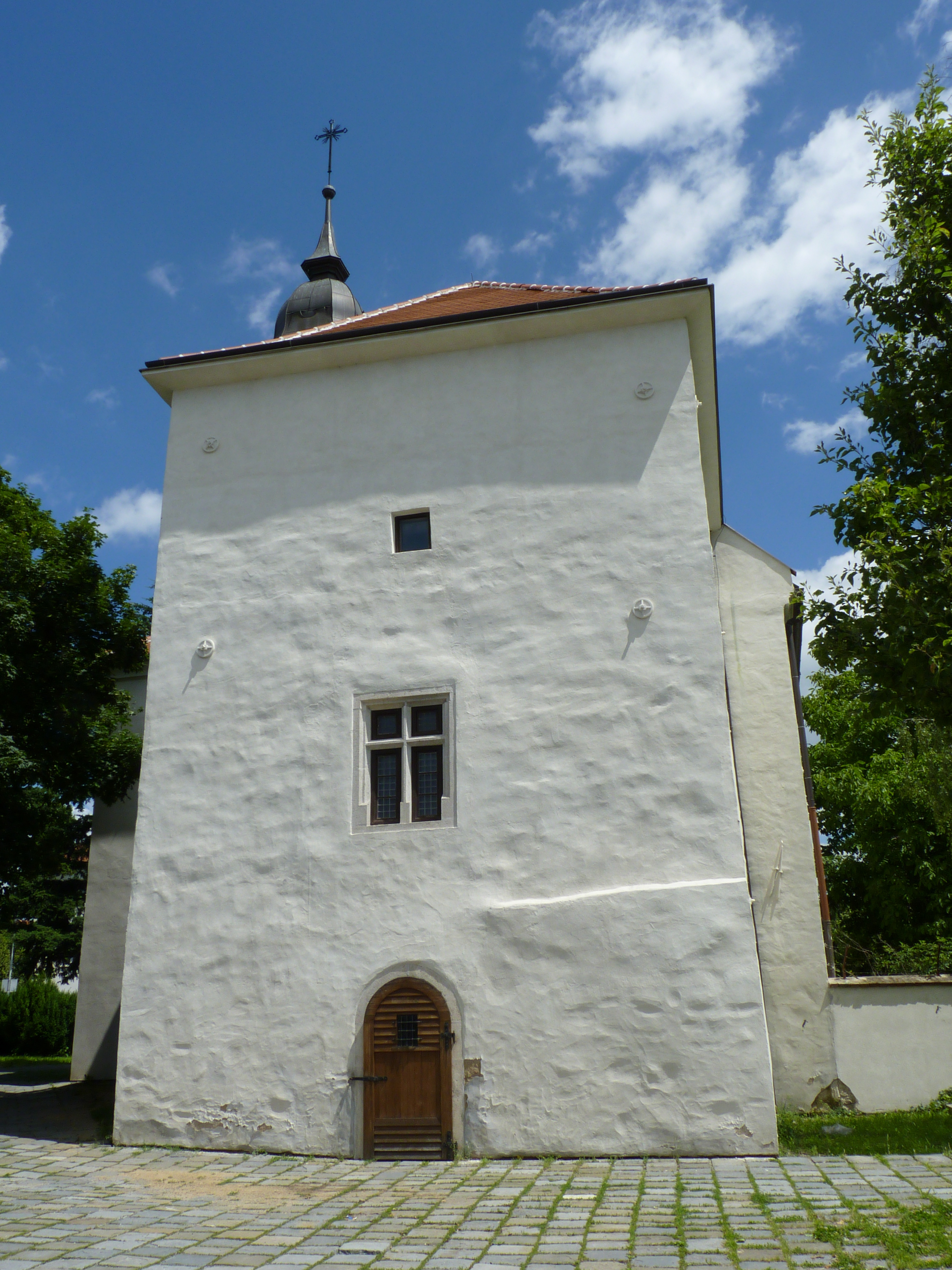
Přední vchod kostela - západní průčelí

Kostel svatého Jiljí se nachází v brněnské čtvrti Komárov, na území městské části Brno-jih v Černovické ulici. Jde o jednu z nejstarších funkčních staveb v Brně. Kostel je chráněn jako kulturní památka České republiky.

## Historie
Původní románský kostel byl v obci Luh (dnešní Komárov) postaven koncem 12. století na místě bývalé kaple zasvěcené svatému Jiljí. Patřil řádu benediktinů, kteří do roku 1220 přistavěli ještě obytnou věž na západním průčelí. Kostel byl součástí kláštera, který se rozkládal na místě dnešních zahrad mezi kostelem a ulicí Lužnou.
Po roce 1350 byla stržena východní stěna kostela a přistavěn gotický chór a presbytář. Po třicetileté válce byla barokně zaklenuta původní románská loď a proražena dnešní velká okna. Jediné zachovalé románské okno dnes najdeme v severní zdi kostela (viz obrázek).
Věž pochází z konce 18. století, kdy u příležitosti zřízení komárovské farnosti prošel kostel dalšími stavebními úpravami. V roce 1854 pak byla přistavěna kaple svátosti smíření (původně sakristie), v průběhu 19. století byl kostel novogoticky upraven. V blízkosti kostela byly při archeologickém výzkumu (provádělo Muzeum města Brna pod vedením dr. Dany Cejnkové) nalezeny pozůstatky benediktinského kláštera, který vznikl v průběhu 12. století a zanikl roku 1527.
Velkou rekonstrukcí prošel kostel v letech 1997–2004, kdy bylo provedeno mj. statické zajištění kostela, odvlhčení, výměna krovů, nová krytina věží, fasády, elektroinstalace nebo restaurování vnitřních i vnějších kamenných prvků. Obnoven byl i mobiliář kostela, aby liturgicky i umělecky odpovídal počátku 3. tisíciletí.

## Zajímavosti
- Pozůstatky původní kaple byly odkryty a opět zasypány při archeologickém průzkumu roku 1976.
- Název komárovského kláštera zněl Porta Dei (brána Boží).[4]
- Z komárovské louky odcházeli v době baroka poutníci do Mariazell; po dobu jejich putování se zde komárovští farníci shromažďovali k modlitbám. V den sv. Jiljí při jejich návratu se farnost scházela k jejich uvítání chlebem a koláči, tzv. "Koláčovému svátku"; v roce 1834 se ho v předvečer svátku sv. Jiljí zúčastnil císař František II. s manželkou. Slavnost byla v pozměněné podobě obnovena roku 1996.[3]

## Betlém
Betlém je umístěn v době vánoční po levé straně presbytáře v hlavní lodi kostela. Tvoří ho sádrové figurky neznámého autora. Kromě bohoslužeb je přístupný 25. prosince a 1. ledna vždy od 14 do 18 hodin.